# Bloody Mama
Pour plus de détails, voir Fiche technique et Distribution.
Bloody Mama est un film américain de Roger Corman sorti en 1970.

## Synopsis
La famille Barker, composée de la mère Kate et des quatre fils, quitte le logis familial en quête d'aventure. C'est une famille peu recommandable, qui commet tous les délits possibles sous l'égide de la mère. La « famille » s'agrandira au fur et à mesure de leur périple jusqu'à ce qu'elle capture un homme d'affaires, exigeant une rançon.

## Fiche technique
- Titre : Bloody Mama
- Réalisation  : Roger Corman
- Scénario : Robert Thom et Don Peters
- Musique : Don Randi
- Photographie : John A. Alonzo
- Montage : Eve Newman
- Production : Roger Corman
- Société de production : American International Pictures
- Société de distribution : Cinémas Associés (France) et American International Pictures (AIP) (États-Unis)
- Pays de production :  États-Unis
- Genre : Biopic, drame et film de gangsters
- Durée : 90 minutes
- Dates de sortie : 
  - États-Unis : 24 mars 1970
  - France : 25 novembre 1970

## Distribution
- Shelley Winters (VF : Nadine Alari) : Kate Barker
- Pat Hingle (VF : Claude Joseph) : Sam Pendlebury
- Don Stroud (VF : Marc de Georgi) : Herman Barker
- Diane Varsi (VF : Perrette Pradier) : Mona Gibson
- Bruce Dern (VF : Daniel Gall) : Kevin Dirkman
- Robert De Niro (VF : Philippe Ogouz) : Lloyd Barker
- Clint Kimbrough (VF : Georges Poujouly) : Arthur Barker
- Alex Nicol : George Barker
- Robert Walden (VF : Jean-Pierre Leroux) : Fred Barker

## Autour du film
- En France, le film fut interdit aux moins de 18 ans lors de sa sortie en salles. Actuellement, Bloody Mama est interdit aux moins de 12 ans[1].
- Pour ce rôle, Robert de Niro perdit 30 kilos.